# Sabine Bergmann-Pohl
Sabine Bergmann-Pohl (Eisenach, 1946. április 20. –) német konzervatív politikus, az NDK államfője 1990-ben.

## Szakmai karrier
Sabine Bergmann-Pohl 1964-ben érettségizett, majd a berlini Humboldt Egyetem igazságügyi orvosi intézetében szakmai gyakorlattal töltött két évet. Ezek után 1966-ban orvosi szakon elkezdhette egyetemi tanulmányait és 1972-ben sikerrel le is diplomázott. Tüdő-szakorvossá képezte magát és 1980-ban egyetemi doktori címet szerzett. Ugyanebben az évben Kelet-Berlinben lévő tuberkulózisközpont vezetője lett. 1990 óta a németországi rokkantak szövetségének védnöke és a berlini Vöröskereszt munkájának irányítója.
Sabine Bergmann-Pohl férjezett, két gyermeke van.

## Politikai karrier
1981-ben lépett be a konzervatív CDU-ba. Az NDK első szabad választásán 1990. március 18-án az NDK Népi Kamarájának tagjává, majd április 5-én a Népi Kamara elnökévé választották. Április 6-án a Népi Kamara feloszlatta az államtanácsot, így az államfői poszt Sabine Bergmann-Pohlra szállt. Az NDK utolsó államfőjeként tevékenykedett a német egység megvalósulásáig.
1990. október 3-án a Bundestag CDU-frakciójának képviselője lett. 2002 szeptemberéig volt a Bundestag képviselője, 1991 januárjáig pedig a különleges helyzetek minisztere.